# Liberación animal (libro)
Liberación animal: Una nueva ética para nuestro trato hacia los animales (Animal Liberation: A New Ethics for Our Treatment of Animals) es un libro del filósofo australiano Peter Singer, publicado el 1975. El libro es ampliamente considerado dentro del movimiento de los derechos y liberación de los animales como uno la fundación de un establecimiento filosófico de sus ideas sobre la ética y sufrimiento de los animales.
Singer aplica el concepto de posicionamiento moral ante los animales no humanos, aunque no fue la primera persona que lo hizo (de hecho, el mismo Singer dice que escuchó el concepto por parte de un compañero de estudios suyo en vez de ser originario en él).
Singer, en el marco teórico de los derechos, cuando se trata de animales humanos y no humanos, argumenta que los intereses de los animales tienen que ser considerados por su capacidad de sufrir y que la idea de derechos no es necesaria para poder tenerlos en consideración. Introduce y populariza el término especismo en el libro, que fue originalmente acuñado por Richard D. Ryder.
El argumento central del libro es la expansión de la idea utilitarista de "el mayor bien por el mayor número" es la única medida del bien o el comportamiento ético. Singer argumenta que no hay razón para no aplicar esto a otros animales. 
A lo largo de los años se han hecho muchas ediciones del libro, cada una más crónica del progreso del movimiento de liberación animal. La mayoría de las ediciones contienen un prefacio. La organización por los derechos de los animales PETA (People for the Ethical Treatment of Animals) ha dado mucho apoyo a este libro de acá a su fundación el 1980. Varios activistas que afirman que sus actitudes hacia los animales cambiaron después de leer el libro incluyen a Peter Tatchell e Ingrid Newkirk.
Roger Scruton criticó Liberación animal, afirmando que la obra "contiene poco o ningún argumento filosófico. Derivan sus conclusiones morales radicales de un utilitarismo vacío que considera el dolor y el placer de todos los seres vivos como igualmente significativos y que ignora casi todo eso que se ha dicho en nuestra tradición filosófica sobre la distinción real entre personas y animales".